# 黒岩種直
黒岩 種直（くろいわ たねなお）は、戦国時代から安土桃山時代にかけての武将。長宗我部氏の家臣。

## 略歴
父は百人力の剛勇で天下に名を馳せた黒岩越前守といい、土佐国の安芸国虎の御一門筆頭であり、
筆頭家老格。忠臣で殉死している。
土佐一条氏の御一門・筆頭、筆頭家老の土居宗珊(一条家忠)とは義兄弟で大変、仲が良かったと伝わる。
種直はその主君と父の仇である長宗我部元親に仕えた。天正10年（1582年）8月28日、元親に従って中富川の戦いで十河存保と戦い、戦死した。
軍記物である『土佐物語』巻第十三「中富川合戦の事」天正10年8月26日（28日の記述なし）には、その最期が次のように記述されている。黒岩掃部種直は敵を槍つけ首を取るも、主君を討ち取られて、かけつけてきた郎等（十河存保との記述はない）に後ろから諸膝を斬り落とされ、うつ伏せになったところを首をかき切られる。郎等は主君の首と種直の2首と共に去ろうとするが、それを見ていた中内木工右衛門が、種直の子である黒岩玄蕃にそのことを知らせる。親の仇に向かった玄蕃に気づいた郎等は2首を投げ捨て、相手をするが、玄蕃に左肩から右乳まで斬りつけられ、討ち取られる。玄蕃は父種直の首と敵2首の合わせて3首を持ち去る。

## その他
子息の一人である黒岩治部左衛門についても、『土佐物語』巻第十「海部合戦の事」（天正3年）において記述がみられる。記述によれば、「矢違えの法」を身につけ、弓矢も鉄砲も当たらず、槍で敵を討ち取っている（周囲は初め戯言として聞いていたが、この合戦で矢違えの法を信じるようになった）。